# Viktor & Rolf
Viktor & Rolf (gestileerd als Viktor&Rolf) is een modehuis onder leiding van het ontwerpersduo Viktor Horsting (Geldrop, 1969) en Rolf Snoeren (Dongen, 1969) met theatrale modeshows en extravagante kledingcollecties.

## Geschiedenis
De ontwerpers ontmoetten elkaar op de Hogeschool voor de Kunsten Arnhem (tegenwoordig ArtEZ geheten) in Arnhem, waar de basis voor een lange vriendschap en samenwerking werd gelegd. Na hun afstuderen in 1992 vertrokken zij samen naar Parijs om de fijne kneepjes van het vak te leren bij onder andere Arnold van Geuns en Clemens Rameckers. Viktor en Rolf realiseerden daar hun eerste collectie die gebaseerd was op de frustratie die zij ervoeren als twee beginnende ontwerpers en wonnen hiermee de drie eerste prijzen van de belangrijkste modewedstrijd ter wereld: de Salon Européen des Jeunes Stylistes in Hyères in Frankrijk. Het merk staat voor een mix van kunst en mode, klassiek en avant-gardistisch.
In 2015 besloten Viktor Horsting en Rolf Snoeren hun ready-to-wear lijn te stoppen. Ze wilden zich volledig toeleggen op hun couturecreaties. In 2025 maakte het modemerk toch een terugkeer naar prêt-à-porter, met als reden om een draagbare versie te maken van alle experimenten die het modehuis in couture doet.

## Overzicht samenwerkingen
- Viktor&Rolf voor Bugaboo - My First Car Stroller (2012)
- Viktor&Rolf voor KLM (2011)
- Viktor&Rolf voor De Bijenkorf - Kerstcollectie (2009)
- Viktor&Rolf voor Swarovski - Sieradenlijn (2009)
- Viktor&Rolf voor Samsonite - Reistassencollectie (februari 2009)
- Viktor&Rolf voor Shu Uemura - Couturewimpers (juli 2008)
- Viktor&Rolf voor Piper-Heidsieck - Limited edition (januari 2007)
- Viktor&Rolf voor H&M - Special collection (november 2006)

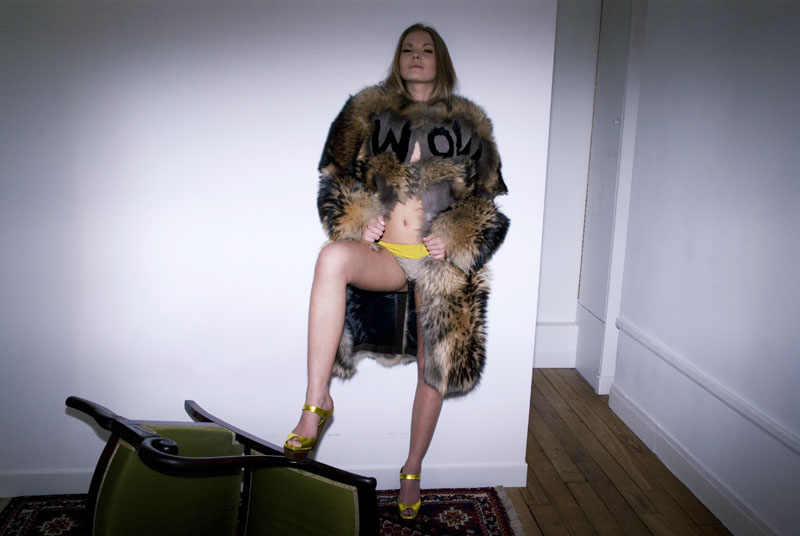
Jas uit de herfst/wintercollectie van 2008

## Tentoonstellingen
De creaties en installaties van het duo waren ook in verschillende musea en galerieën te zien, zoals het Museum of Contemporary Art, Tokio, Visionaire Gallery New York, het Van Gogh Museum en het Museé de la Mode et du Textile, Parijs. De vijftiende verjaardag van het merk werd in 2008 gevierd met een solotentoonstelling in Londen in het Barbican Art Centre, die daarna doorreisde naar het Centraal Museum in Utrecht. Ook zijn er hoogtepunten tentoongesteld in de Kunsthal in Rotterdam ter ere van hun 25-jarig bestaan.

### Solotentoonstellingen
- The House of Viktor&Rolf, Centraal Museum, Utrecht, Nederland (november 2008)
- The House of Viktor&Rolf, Barbican Art Gallery, Londen, Verenigd Koninkrijk (juni 2008)
- Viktor&Rolf, Groninger Museum, Groningen, Nederland (2004-2005)
- Fashion in Colors: VIKTOR & ROLF & KCI, The Kyoto Costume Institute and Mori Art Museum, Tokyo, Japan (april 2004)
- Viktor&Rolf par Viktor&Rolf, Premiere Décennie, Musée de la Mode et du Textile, Parijs, Frankrijk (oktober 2003)
- Viktor&Rolf, Visionaire Gallery, New York, USA (mei 1999)
- Viktor&Rolf: 21st Century Boys, Aeroplastics Contemporary, Brussel, België (april 1999)
- Launch (fake parfum, miniaturen), Torch Gallery, Amsterdam, Nederland (oktober 1996)
- Viktor&Rolf: Le Regard Noir, Stedelijk Museum Bureau Amsterdam, Nederland (april 1997)
- Collections, Galerie Analix, Genève, Zwitserland (december 1995)
- L’Apparence du Vide, Galerie Patricia Dorfman, Parijs, Frankrijk (oktober 1995)
- France Le Cri Néerlandais, Institut Néerlandais, Parijs, Frankrijk (maart 1994)
- l’Hiver de l’Amour, Musée d’Art Moderne de la Ville de Paris, Parijs, Frankrijk (februari 1994)

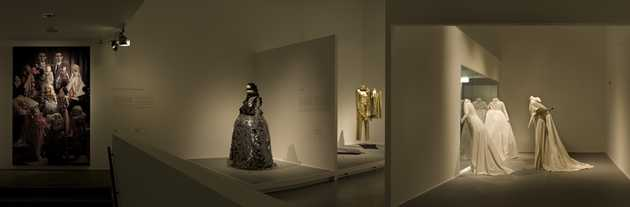
Impressie van de tentoonstelling The House of Viktor&Rolf, Centraal Museum, 2008

### Theaterproducties
- Grace for Grace, Opera geproduceerd door Robert Wilson, kostuumontwerp, Monte Carlo, Frankrijk (september 2011)
- Der Freischutz, Opera geproduceerd door Robert Wilson, kostuumontwerp, Baden-Baden, Duitsland (mei 2009)
- 2 Lips and Dancers and Space, geproduceerd door Robert Wilson en het Nederlands Dans Theater, kostuumontwerp, Nederland (november 2004)

## Onderscheidingen
- Ridder in de Orde van de Nederlandse Leeuw (25 oktober 2018)[2][3]
- In 2014 werden Viktor & Rolf benoemd tot lid van de Akademie van Kunsten
- Elle China Style Awards, International Fashion Designer of the Year Award, Shanghai (oktober 2012)
- amfAR, Aids Research, Piaget Award of inspiration, Parijs (2011)
- Wallpaper Design Awards 2010, Best in Shows (2010)
- MODINT, Grand Seigneur-award, Amsterdam, Nederland (juli 2009)
- UK Elle Style Awards, H&M Style Visionary Award, Londen, Verenigd Koninkrijk (februari 2009)
- Marie Claire/Fragrance Foundation Grand Prix du Parfum, Meilleur Parfum Masculin (Best Masculine Perfume) voor Antidote (oktober 2007)
- Scottish Fashion Awards, International Designer of the Year (mei 2006)
- Telva Magazine, International Designers of the Year, Madrid, Spanje (oktober 2005)
- La Kore, Oscar della Moda, Taormina, Italië (juni 2005)
- Dutch Elle Style Awards, International Designers of the Year, Amsterdam, Nederland (september 2004)
- Stelle della Moda, Avant-garde Designers, San Remo, Italië (september 2004)
- Elle Sweden Style Awards, International Designers of the Year, Stockholm, Zweden (januari 2004)
- Prix de la Presse, Prix du Jury, Grand Prix de la Ville de Hyères, Salon Europeen des Jeunes Stylistes, Hyères, Frankrijk (april 1993)

## Publicaties
- Fairy Tales (2011)
- Sprookjes (2009)
- The House of Viktor&Rolf (Duitse vertaling), Collection Rolf Heyne, Duitsland (2009)
- The House of Viktor&Rolf, Merrel Publishers Ltd, Londen, Verenigd Koninkrijk (2008)
- COLORS: Viktor&Rolf & KCI, The Kyoto Costume Institute, Japan (2004)
- E-Magazine, Artimo Foundation, Nederland (2003)
- Viktor&Rolf, Haute Couture Book, Groninger Museum, Nederland (2000)
- Viktor&Rolf 1993-1999, Artimo Foundation, Nederland (1999)

## Varia
- Regisseuse Femke Wolting maakte een documentaire over het ontwerpduo. De documentaire, Because we're worth it, ging op 19 mei 2005 in première.[4]
- Viktor & Rolf lanceerden tijdens de coutureweek in Parijs hun eerste luchtje, in samenwerking met L'Oréal. Het is bedoeld voor vrouwen en heet Flowerbomb.
- Tijdens de Paris Fashion Week in oktober 2006 introduceerden Viktor & Rolf hun eerste mannenparfum, genaamd Antidote. De introductie van dit nieuwe parfum werd begeleid door Rufus Wainwright.
- Viktor & Rolf waren te gast in het programma Zomergasten in 2009.
- Prinses Mabel Wisse Smit is getrouwd in een jurk ontworpen door Viktor & Rolf.